# 堀家正則
堀家 正則（ほりけ まさのり、1950年8月16日 - ）は、日本の建築防災工学者・地震工学者。大阪工業大学工学部建築学科元教授。理学博士（京都大学）。日本地震学会1996評議員。大阪府自然災害総合防災対策検討委員会大規模地震ハザード評価部会2007委員。京都市地震被害想定検討委員会2014地震動予測部会学識委員。
専門は、建築防災工学・地震工学、地球物理学・建築構造・地盤工学。

## 略歴
1975年京都大学理学部地球物理学科卒業。同大学大学院修士課程修了後、1980年同大学院理学研究科地球物理学専攻博士課程単位取得退学。同大学理学部助手などを経て、1985年理学博士（京都大学）。1988年大阪工業大学工学部建築学科講師として着任。1991年同学科助教授。2007年同学科教授。2016年大阪工業大学退官。退官後は、阪神コンサルタンツ顧問を務める。
大阪工業大学工学部建築学科で25年以上の長きに渡り教鞭を執り、特に建築防災工学・地震工学において、同大学建築学科と京都大学防災研究所・京都大学原子炉実験所（現：京都大学複合原子力科学研究所, KURNS）との研究連携（構造系建築工学と土木工学/地球物理学）に貢献した。 
主な所属学会は、日本建築学会、土木学会、物理探査学会、日本地震学会、地震工学会など。

## 主な研究
- 近畿圏における地下構造モデルの構築に関する研究 - 京都大学防災研究所および京都大学原子炉実験所との共同研究[5]
- 地震時の地盤震動特性評価のための微動の活用に関する研究 - 東京工業大学との共同研究[6]
- 微動と地震動から推定された地盤特性の比較 - 清水建設との共同研究[7]
- 断層震源による不規則境界を有する 3次元堆積盆地の地震動特性[8]
- 生駒断層CDP法探査とその結果に基づく二次的表面波の生成と断層活動の予測の研究[9]